# VOTEC
A VOTEC (Vôos Técnicos e Executivos) foi uma companhia aérea brasileira, especializada em transporte executivo, particular e regional, fundada em 1976. A empresa já existia como taxi aéreo desde 1967.  A empresa era de capital aberto, com ações na Bolsa de Valores de São Paulo.

## História
A VOTEC Taxi Aéreo foi fundada em 1967, contando com uma frota de oito aeronaves (cinco bomotores e três monomotores) e dois helicópteros. Em 1969 durante a aquisição de helicópteros Hughes 500, os diretores da VOTEC Jorge Pontual e Antonio Carlos Nascimento realizaram um voo de traslado de 54 horas entre a Califórnia e o Rio de Janeiro.
Fundada em 12 de fevereiro de 1976 pela Votec Táxi Aéreo, começou oficialmente suas operações em 12 de outubro de 1976, operando com as aeronaves Embraer EMB-110, Fokker 27-200 e Douglas DC 3, servindo nas regiões norte e centro-oeste. Também operou vários outros aviões, como os Britten Norman BN2A e Mitsubishi MU2 Marquise.

## Acidentes
No começo dos anos 1980, a companhia sofreu diversos acidentes envolvendo suas aeronaves, e entrou em declínio. Sua frota de aviões foi vendida para a TAM nos anos 1980 de forma que a empresa se concentrou apenas no fretamento de helicópteros, cujos modelos que operaram nela foram o Hughes H500 e alguns Sikorsky S-58, S-61 e S-76.
- 21 de março de 1980 - Bacia de Campos: o Sikorsky S-76 prefixo PT-HKB caiu no mar e explodiu a 1500 metros da plataforma Santa Fé Mariner, a serviço da Petrobrás. Na queda morreram os quatorze ocupantes da aeronave.[9]

- 13 de maio de 1980 - Entre Rio de Janeiro e São Paulo: Desaparecimento do Britten-Norman BN-2 Islander PT-KHK. Fretado pelo Projeto Radambrasil, a aeronave transportava cinco geógrafas e desapareceu após mau tempo nas proximidades de Angra dos Reis. Apesar de dezenove dias de buscas, a aeronave não foi encontrada.[10]

- 24 de fevereiro de 1981 - Baía do Guajará, Pará. O Embraer EMB-110 PT-GLB caiu no mar matando 12 dos seus 14 ocupantes. A aeronave encontrava-se aproximação para pouso sob mau tempo no Aeroporto Internacional de Belém quando chocou uma de suas asas no toldo da popa do navio Western Strait, que se encontrava- em reparados em uma doca do porto de Belém. Desgovernado, o Embraer chocou-se contra duas balsas e partiu-se ao meio, mergulhando no mar.[11]

Na década de 1990, operava exclusivamente para a Petrobras, com aluguel dos seus sete helicópteros.

## Aquisição
Em 1986 a empresa foi adquirida por Rolim Adolfo Amaro proprietário da TAM e passou a operar como Brasil Central Linhas Aéreas como companhia regional de aviação.